# Dexippos (dikt)
"Dexippos" är en dikt av den svenske författaren och poeten Viktor Rydberg. Första gången den trycktes var i den danska tidskriften Nær og Fjern 6 februari 1876. Den blev snabbt populär i både Danmark och Sverige. 20 februari lät skådespelaren Kristian Mantzius inleda ett uppläsningsprogram med dikten. Dagen därpå, 21 februari 1876, citerades den i Dagens Nyheter i en recension av en då nyutkommen bok av Jonas Lie, och i mars avslutades det danska arbetarsamfundets möte – enligt Folkets Avis – med att dikten deklamerades.
En del av dikten, Athenarnes sång, har tonsatts av bland andra Jean Sibelius, och blev viktig i Finland bland annat i kampen mot förryskningen. Väinö Linna polemiserar också med dikten i Okänd soldat. Utöver Sibelius har även Alice Tegnér tonsatt rader ur dikten. Den har av Anders Burman kallats för Rydbergs "stora fosterländska dikt".
Förebilden till dikten är Publius Herennius Dexippus, som var en ansedd man och innehade Atens högsta förtroendeämbeten. När Aten, som lämnats försvarslöst, hotades av en invasion av heruler 267, lyckades han i hast mobilisera ett uppbåd, som slog tillbaka barbarernas anfall. I Okänd soldat polemiserar Väinö Linna mot Athenarnes sång.
Dikten har bland annat översatts till tyska, danska och isländska.